# テュルキスタン州
テュルキスタン州（テュルキスタンしゅう、カザフ語: Түркістан облысы Túrkistan oblysy、ロシア語: Туркестанская область Turkestanskaya Oblast′）は、中央アジアのカザフスタンの州の1つ。トルキスタン州とも呼ばれる。西はクズロルダ州に接し、北はウルタウ州に接し、南はウズベキスタンに接し、東はジャンブール州に接し、州南部に特別市シムケントを囲む。州都はテュルキスタン。
2018年6月19日に南カザフスタン州（カザフ語: Оңтүстік Қазақстан облысы Ońtústik Qazaqstan oblysy、ロシア語: Южно-Казахстанская область Yuzhno-Kazakhstanskaya oblast）から改名し、州都がシムケントからテュルキスタンへ変更された（シムケントは州より離脱し特別市となった）。